# Djurgårdens IF Fotboll 1935/1936
Djurgårdens IF Fotboll spelade i dåvarande Division 2 Östra 1934/1935. Man vann serien och gick upp i Allsvenskan efter kval mot Halstahammars SK, 3-0,0-3 och 2-1 till DIF i sista matchen.
- Bäste målskytt blev Sigvard Bergh med 11 mål.